# ミヤギマモルと信ちゃんのぐーだじょ〜
ミヤギマモルと信ちゃんのぐーだじょーは、ラジオ沖縄で毎週土曜の16:00～17:00に放送されているラジオ番組。

ちなみに『ぐーだじょー』とは『Good Radio』をもじったもの。
もともとこの時間帯は16:00から16:30をミヤギマモルの番組、16:30から17:00までを津波信一の『我んにんあんうむとーたんよ（意訳：私はこう思っているんだよ）』という番組でとっていたが、番組改編を機に合体し今に至る。

あくまでミュージシャンとして冷静な、しかしラジオパーソナリティとしてはどこかちょっとズレているミヤギマモルとそれをしっかり受け止めて変化球を投げ返す津波信一との絶妙な掛け合いでこの時間のラジオ番組としては人気が高い。

## 番組内コーナー
わったーコーナー（メインコーナー）
ミヤギマモルの音楽食堂

## ゲスト・ピンチヒッター
原則としてパーソナリティーはミヤギマモルと津波信一だがどちらか一方が仕事等で欠けるとピンチヒッターが呼ばれる。今まで呼ばれたピンチヒッターは池田卓など。ゲストとしては番組スポンサーの他BEGINの比嘉栄昇が来たこともある。

なお東京出身のNORAが来沖するたびにゲスト出演しており、最近は準レギュラーになりつつある。

## ポッドキャスト配信
2006年の6月からてぃーだブログ上でPodcast番組として（広告コーナーなどを削って）配信されていたが2008年11月放送分より更新が止まったままになっている。だがこのPodcast配信によって沖縄のローカル番組でありながら内地にも相当な数のファンがいる。配信再開が望まれる。

## リンク
- ミヤギマモルと信ちゃんのぐーだじょー
- てぃーだラジオポッドキャスト：ぐーだじょー